# 게스트하우스
게스트하우스(영어: guest house 
또는 guesthouse)란 숙박시설의 하나로 외국인 여행자에게 저렴한 가격으로 숙소를 제공한다. 1인당 숙박비가 보통 2~5만 원 정도(2013년 9월 8일 기준)로 저렴해 배낭여행객들이 자주 이용한다. 단독·연립·다세대주택이나 아파트의 빈방을 활용해 숙박객을 받는 ‘도시민박업’이다.

## 형태
게스트하우스는 여러 가지 형태가 있다. 싱글룸은 한 방에 침대가 하나 있는 것이다. 더블룸은 큰 침대 하나에 두 명이 자는 방이다. 트윈룸은 작은 침대 두 개가 한 방에 있는 방이다. 도미토리는 2~3층 침대가 여러 개 있는 방을 갖추고 있다. 도미토리는 여러 명이 함께 투숙하게 된다. 화장실은 방에 붙어 있을 수도 있고, 공용으로 써야할 수도 있다. 주방은 공동으로 사용한다. 공동이 아닌 곳도 물론 있다.

## 서비스
단순히 숙박업만 하지 않고 스마트폰 애플리케이션으로 날씨, 가볼만한 곳 소개, 준비물품 등을 알려주기도 한다. 또한 지하철 역 등으로 마중을 나가는 픽업 서비스를 하기도 한다. 그 외에도 함께 장보기, 맛집 등을 알려주기도 한다. 관광객과 직접 대화하는 것도 중요하다.

## 현황
일부 인기 지역은 시장이 포화됐다는 말이 나올 정도로 게스트하우스가 많이 생겼다. 최고 인기 지역 중 하나인 홍대 입구의 경우 약 250개의 게스트하우스가 있다고 부동산 관계자들은 추정한다. 그러다보니 인기 지역은 영업을 포기하고 게스트하우스를 매각하는 경우도 있다.

## 창업
230m2 미만의 부동산이면 구청 신고만으로 창업할 수 있다. 공동으로 이용할 수 있는 화장실, 샤워장, 취사장 등만 갖추고 관할 시군에 허가를 받으면 건축물 용도나 도시계획구역상 지목에 관계없이 영업이 가능하다.

## 같이 보기
- 호스텔